# Vassili Stankòvitx
Vassili Stankòvitx   (Irxava, 25 d'abril de 1946) és un tirador d'esgrima ucraïnès, ja jublilat, especialista en floret, que va competir sota bandera de la Unió Soviètica durant les dècades de 1960 i 1970.
El 1968 va participar en els Jocs Olímpics d'Estiu de Ciutat de Mèxic, on va disputar dues proves del programa d'esgrima. En la prova del floret per equips va guanyar la medalla d'argent, mentre en la del floret individual quedà eliminat en vuitens de final. Quatre anys més tard, als Jocs de Múnic, va revalidar la medalla d'argent en la prova del floret per equips, mentre en la del floret individual quedà eliminat en sèries. El 1976, a Mont-real, va prendre part en els seus tercers, i darrers, Jocs Olímpics. Hi disputà tres proves del programa d'esgrima. Fou quart en les proves del floret per equips i floret individual i cinquè en la d'espasa per equips.
En el seu palmarès també destaquen nou medalles al Campionat del Món d'esgrima, cinc d'or, dues d'argent i dues de bronze, entre les edicions de 1969 i 1977. A les Universíades guanyà tres medalles d'or i una d'argent en les edicions de 1970 i 1973. El 1968, 1970 i 1971 guanyà el campionat soviètic de floret.
Una vegada jubilat va continua com a entrenador.